# 하늘 (유튜버)
하늘(1993년 1월 3일~)은 대한민국의 유튜버이다.

## 활동

### 텔레비전 프로그램
- 코미디TV - 《얼짱시대 시즌 6》
- KBS - 《슬기로운 어른이 생활 시즌 1》 ... 3회(특별 출연)

## 논란

### 쇼핑몰 운영 중 갑질 논란
2020년 1월 경 잡플래닛을 통해 쇼핑몰 전 직원이 갑질을 당했다는 글을 올려 논란이 되었다.

### 학교 폭력 논란
2020년 1월 경, 과거 하늘의 동창의 폭로로 인해 하늘의 학교 폭력 가해에 대한 논란이 있었다.

### 불법 도박 브로커 논란
2015년에서 2016년 경 모 스포츠 선수에게 팬이라는 이유로 접근하며, 브로커를 소개시켜주고 이후 모르는 척을 하며, 잠적을 했다는 논란이 있다.